# 慕容昭 (后燕)
慕容昭（？—406年），昌黎棘城（今辽宁省义县西北）人，后燕宗室，慕容宝的兒子。
慕容宝的弟弟慕容熙在慕容宝的儿子慕容盛死后即位，猜忌慕容宝的儿子们，406年五月，慕容宝的儿子博陵公慕容虔、上党公慕容昭，都因为嫌疑而被逼自杀。